# Каліча
49°14′00″ пн. ш. 28°27′35″ сх. д. / 49.233250° пн. ш. 28.459686° сх. д.
Калі́ча — невелика річка, що протікала територією історичного центру Вінниці, права притока Південного Бугу. В теперішній час майже повністю прибрана в труби під землю. Сучасне місцеве значення слова Каліча — неофіційна назва частини міста в районі центрального універмагу, на згадку про єврейський ринок, що раніше розташовувався та сучасній розвилці. Із 2022 року площі повернуто історичну назву «Калічанська» яка стала офіційною.

## Історія
У XVIII столітті Вінниця вже почала розростатися, як і багато тоді повітових міст Російської імперії. Її околиця вже не обмежувалася земляним валом (по сучасній вулиці Миколи Оводова), а була в районі вул. Театральної. Та і земляні вали скасовані за непотрібністю — місто було в глибокому тилу, і напади на імперію тут не чекали. Багатії прагнули селитися якнайвище — на горбі, і вже тоді район сучасної Соборної вулиці був дуже й дуже престижним. Тут були будинки знаті. А трохи нижче — ті, хто простіше. Спільнота євреїв і зовсім переїхала з відомої Єрусалимки в сучасний район вулиці Князів Коріатовичів.
Берег прозорої річки привертав тодішніх містян: м'який клімат, практично повна відсутність вітру, прекрасна рослинність. На берегах селилися і самозахопленням ділянок, і купуючи вагомі земельні наділи. Тут з'являються прибуткові будинки (власник ділянки збирав на будівництво будинку гроші з майбутніх мешканців, після споруди такий будинок називали прибутковим). У приватних садибах забезпечені громадяни ставили особисті купальні.
У долині річки у той час стояли дачі і росли сади (місцевість називалася Садки). Тут ніхто не жив постійно. В основному — виїжджали на вихідні або на літо. Живописна околиця міста привертала вінничан. Вони спеціально наймали архітекторів, щоб їх садиба відрізнялася вишукуваннями від решти будов.
Каліча така важлива для Вінниці й тому, що підштовхнула місто до зростання, розширення територій. Тут стало дуже зручно жити. Поряд були побудовані жіноча гімназія, реальне училище. Мало яке повітове місто могло похвалитися на той час значною кількістю навчальних закладів.
Річка Каліча була невеликою притокою Бугу, її протяжність теж невелика. Втім, незважаючи на розміри вдача Калічі була непередбачувана. Розливаючись, спокійна начебто річка, заболочувала значні площі. Через таку вдачу і була прибрана під землю. Залишився зовсім невеликий відкритий відрізок в декілька метрів в районі вулиці Хлібної. Тепер в цих місцях старовинні споруди перемішалися з сучасними, а колишнє русло тепер на місцевості малопомітне.
Початок Каліча брала від сучасної площі Гагаріна. Там, живлена могутньою підземною річкою (витік якої, у свою чергу, був десь на сучасній вулиці Максимовича), чиста, природним чином відфільтрована вода утворювала невелике озерце. Через болотисті береги і дно, на яких при переправі коні часто ламали собі ноги, річка і отримала свою назву — Каліча, від слова «калічитися».
У XIX столітті Вінниця обмежувалася територією теперішнього Старого міста, частково Замостя і Центру. За сучасною площею Гагаріна вже була межа міста. Там розміщувалося православне і католицьке кладовища, а далі — тільки поля. Забудовувати їх почали вже при радянській владі — з середини 50-х років XX століття. Перекрита фундаментами підземна річка, яка живила Калічу, пішла глибше під землю. А сама Каліча — обміліла. Потім вже, після того, як її прибрали в трубу, і зовсім стерлася з пам'яті містян. Калічею нині називається частина міста в районі площі Гагаріна, де до побудови центрального універмагу містився ринок під такою назвою. Це був дуже дешевий і практично на 100 % єврейський базар, де щодня можна було купити буквально все.

## Назва площі
У 2022 році після широкомасштабного вторгнення у Вінниці провели широку нормалізацію та знеросійщення назв місцевих топонімів, замінили назви радянських і російський діячів, демонтували пам'ятки. Неофіційна назва площі міста стала офіційною: замість «Площа Гагаріна» частково повернули назву «Калічанська» (неофіційна була «На Калачі»). Перейменували парк поруч — замість назви «Парк Горького» центральному парку дали назву «Парк Леонтовича», на честь композитора Миколи Леонтовича. 